# Bergempid
Bergempid (Empidonax oberholseri) är en nordamerikansk fågel i familjen tyranner inom ordningen tättingar.

## Kännetecken

### Utseende
Bergempiden är en del av släktet Empidonax vars arter är notoriskt svåra att skilja åt på utseende med sin olivgrå ovansida och svarta vingar försedda med vingband. Denna art är rätt liten (13–15,2 cm) med relativt kort näbb och korta vingar samt tydlig vit ögonring och vitt ovanför tygeln. Näbben är kort och tunn och mestadels svart. Den liknar både dvärgempiden och granempiden men är mer långstjärtad.

### Läte
Sången består av tre delar som upprepas: ett ljust "sibip", ett torrt och nasalt "quwerrrp" och ett klart "psuweet". Lätet är ett mjukt "whit", från hanen även ett melankoliskt "dew-hidi".

## Utbredning
Fågeln häckar i västra Nordamerika, närmare bestämt från västra Kanada (norra British Columbia till sydvästra Saskatchewan) och söderut in i västra USA huvudsakligen väster om Klippiga Bergen till södra Kalifornien och nordöstra New Mexico. En isolerad population finns även i Sierra San Pedro Mártir norra mexikanska Baja California. Vintertid hittas några i södra Arizona, merparten i höglänta områden i Mexiko, sällsynt även till Guatemala.

## Systematik
Bergempiden är systerart till tallempiden (E. affinis) i Centralamerika. Den behandlas som monotypisk, det vill säga att den inte delas in i några underarter.

## Levnadssätt
Bergempiden hittas i buskiga områden i öppna skogar, på hyggen eller i gläntor. Födan består av insekter. Den häckar mellan slutet av maj och augusti.

## Status och hot
Arten har ett stort utbredningsområde och en stor population, men tros minska i antal, dock inte tillräckligt kraftigt för att den ska betraktas som hotad. Internationella naturvårdsunionen IUCN kategoriserar därför arten som livskraftig (LC).

## Namn
Fågelns vetenskapliga artnamn hedrar den amerikanske ornitologen Harry Church Oberholser (1870-1963).